# 신천초등학교 (강원)
신천초등학교는 대한민국 강원특별자치도 영월군 한반도면 신천리에 있는 공립 초등학교이다.

## 학교 연혁
- 1936년 11월 24일 신천공립보통학교 개교(설립인가 10월 24일)
- 1938년 4월 1일 신천공립심상소학교로 개칭
- 1941년 4월 1일 신천공립국민학교로 개칭
- 1981년 3월 2일 병설유치원 개원
- 1995년 3월 1일 여촌분교장 편입
- 1996년 3월 1일 신천초등학교로 개칭
- 1998년 3월 1일 여촌분교장 통폐합
- 2022년 12월 30일 제84회 졸업식(총2,212명)
- 2023년 3월 1일 제41대 김윤섭 교장 취임

## 참고 자료
- 신천초등학교 - 한국교육학술정보원 학교알리미